# Le Justicier de minuit
Pour plus de détails, voir Fiche technique et Distribution.
Le Justicier de minuit (10 to Midnight) est un film policier américain réalisé par J. Lee Thompson, sorti en 1983. Il est sans lien avec la saga du Justicier dans la ville (Death Wish).

## Synopsis
Warren Stacey (Gene Davis (en)) est un tueur en série qui tue des jeunes femmes, tout nu. Après avoir tué une amie de la fille de l'inspecteur Leo Kessler (Charles Bronson), celui-ci va tout faire pour l'arrêter.

## Fiche technique
- Titre français : Le Justicier de minuit
- Titre original : 10 to Midnight
- Réalisation : J. Lee Thompson
- Scénario : William Roberts
- Musique : Robert O. Ragland
- Photographie : Adam Greenberg
- Montage : Peter Lee-Thompson
- Production : Lance Hool & Pancho Kohner
- Sociétés de production : Cannon Group, City Films & Y & M Productions
- Société de distribution : Cannon Group
- Pays :  États-Unis
- Langue : Anglais
- Format : Couleur - Mono - 35 mm - 1.85:1
- Genre : Policier
- Durée : 98 min
- Budget : 4 520 000 dollars[1].
- interdit aux moins de 16 ans

## Distribution
- Charles Bronson (VF : Jean-Claude Michel) : Leo Kessler
- Lisa Eilbacher (VF : Céline Monsarrat) : Laurie Kessler
- Andrew Stevens (VF : Georges Poujouly) : Paul McAnn
- Gene Davis (en) (VF : Lambert Wilson) : Warren Stacey
- Wilford Brimley (VF : Jacques Dynam) : Le commissaire Malone
- Robert F. Lyons (VF : Hervé Bellon) : Nathan Zager
- Geoffrey Lewis (VF : Marc de Georgi) : Dave Dante
- Jeana Keough (VF : Maïk Darah) : Karen
- Bert Williams (VF : Jean Berger) : M. Johnston
- Paul McCallum (VF : Michel Derain) : Le laborantin
- Ola Ray : Ola
- Iva Lane : Bunny
- Kelly Preston (VF : Jeanine Forney) : Doreen
- Cosie Costa : Dudley
- June Gilbert (VF : Sylvie Feit) : Betty
- Arthur Hansel (VF : René Bériard) : Le juge Mellen

## Accueil

### Box office
- États-Unis : 7 100 000 dollars[1].

## Autour du film
- Le titre francophone du film pourrait faire penser qu'il s'agit d'un opus de la saga Un Justicier dans la Ville, mais ce n'est pas le cas. Cette saga est constituée des films : Un Justicier dans la Ville, Un Justicier dans la Ville 2, Le Justicier de New-York, Le Justicier braque les dealers et Le Justicier : L'Ultime Combat. Néanmoins, la thématique du Justicier de Minuit est proche de celle de la saga, et ce film a marqué le démarrage d'une fin de carrière atone pour Bronson, qui est devenu alors l'éternelle incarnation d'une justice expéditive et sans nuances, entendant éradiquer sans ménagement les délinquants de la société[réf. nécessaire].
- Kelly Preston décroche ici son tout premier rôle au cinéma en interprétant une des infirmières colocataires de Laurie Kessler.